# Robert Johnson (archidiácono de Leicester)
Robert Johnson (1540-1625) fue un clérigo de la Iglesia de Inglaterra y fundador de las escuelas de Oakham y Uppingham.

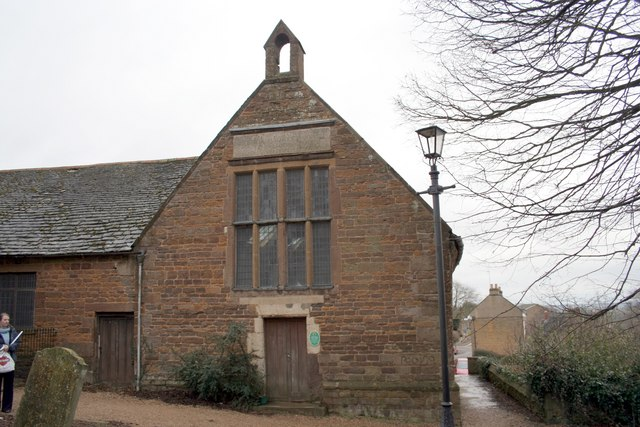
Edificio original de la escuela en Uppingham.

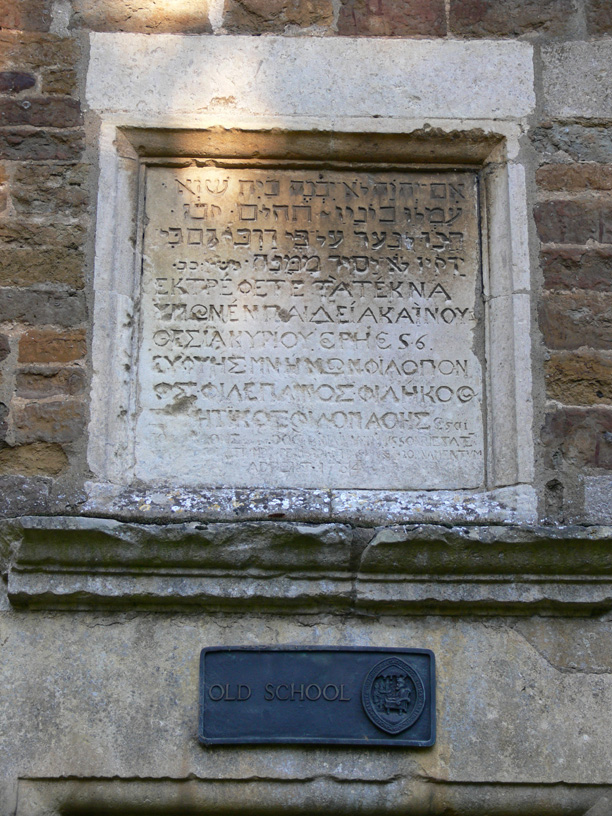
Inscripción sobre la puerta de la Antigua Escuela de Oakham.

Fue un rector puritano de North Luffenham, Rutland, durante 51 años, desde 1574 hasta su muerte. También fue canónigo de Windsor (1572 a 1625) y archidiácono de Leicester (1591 a 1625), y utilizando los ingresos de estos y otros puestos de la iglesia que ocupaba al mismo tiempo, fundó escuelas de gramática gratis en Oakham y Uppingham en 1584, así como otras instituciones de caridad. Disfrutó del patrocinio de William Cecil, primer barón Burghley.

## Familia
Nació en Stamford de Maurice y Jane Johnson, uno de siete hijos; su padre fue Miembro del Parlamento de Stamford. Se casó tres veces y tuvo un hijo, Abraham, con su tercera esposa, María (nacida Hird); a través de su hijo tuvo trece nietos. Su nieto, Isaac Johnson, se casó con Lady Arbella Fiennes, quien dio nombre al buque insignia del Gobernador John Winthrop, Arbella. otros tres nietos, John Johnson, Thomas Johnson y Robert Johnson estuvieron entre los fundadores de New Haven, Connecticut. El bisnieto de Robert Johnson, Samuel Johnson fundó King's College, conocido actualmente como Universidad de Columbia.
Robert Johnson murió el 23 de julio de 1625, en el Norte de Luffenham y su memorial está en el presbiterio de la iglesia.

## Obras de caridad
Su creencia puritana significaba que él daba gran importancia a la educación, y las escuelas de enseñanza secundaria en las dos ciudades de Rutland, de modo que aquellos que eran demasiado pobres para pagar escolaridad se les podría enseñar hebreo, griego y latín. 
Entre otras donaciones y fundaciones, el Archidiácono Johnson fundó albergues en Oakham y Uppingham, y re-fundó y dotó el antiguo hospital de San Juan Evangelista y Santa Ana en Oakham. Las escuelas y los hospitales recibieron su carta de la Reina Isabel I en el año 1587. Él también fue uno de los ocho fundadores de becarios del Jesus College, Oxford.
Una estatua de Johnson puede verse en la Torre Victoria en la Escuela de Uppingham.